# Heteronebo clareae
Espèce
Heteronebo clareae est une espèce de scorpions de la famille des Diplocentridae.

## Distribution
Cette espèce est endémique de l'île de la Navasse aux Antilles.

## Étymologie
Cette espèce est nommée en l'honneur de Clare Flemming.

## Publication originale
- Armas, 2001 : Scorpions of the Greater Antilles, with the description of a new troglobitic species (Scorpiones: Diplocentridae). Scorpions 2001: in memoriam Gary A. Polis, British Arachnological Society, Burnham Beeches, p. 245–253.